# Gran Premio de Australia de Motociclismo de 2019
El Gran Premio de Australia de Motociclismo de 2019 (oficialmente Pramac Gerenac Australian Motorcycle Grand Prix) fue la decimoséptima prueba del Campeonato del Mundo de Motociclismo de 2019. Tuvo lugar en el fin de semana del 25 al 27 de octubre de 2019 en el Circuito de Phillip Island que está situado en la isla de Phillip Island, estado de Victoria, Australia.
La carrera de MotoGP fue ganada por Marc Márquez, seguido de Cal Crutchlow y Jack Miller. Brad Binder fue el ganador de la prueba de Moto2, por delante de Jorge Martín y Thomas Lüthi. La carrera de Moto3 fue ganada por Lorenzo Dalla Porta, Marcos Ramírez fue segundo y Albert Arenas tercero.

## Resultados

### Resultados MotoGP
| Pos.    | N.º | Piloto            | Constructor | Vueltas | Tiempo    | Parrilla | Puntos |
| ------- | --- | ----------------- | ----------- | ------- | --------- | -------- | ------ |
| 1       | 93  | Marc Márquez      | Honda       | 27      | 40:43.729 | 3        | 25     |
| 2       | 35  | Cal Crutchlow     | Honda       | 27      | +11.413   | 6        | 20     |
| 3       | 43  | Jack Miller       | Ducati      | 27      | +14.499   | 9        | 16     |
| 4       | 63  | Francesco Bagnaia | Ducati      | 27      | +14.554   | 15       | 13     |
| 5       | 36  | Joan Mir          | Suzuki      | 27      | +14.817   | 13       | 11     |
| 6       | 29  | Andrea Iannone    | Aprilia     | 27      | +15.280   | 8        | 10     |
| 7       | 4   | Andrea Dovizioso  | Ducati      | 27      | +15.294   | 10       | 9      |
| 8       | 46  | Valentino Rossi   | Yamaha      | 27      | +15.841   | 4        | 8      |
| 9       | 42  | Álex Rins         | Suzuki      | 27      | +16.032   | 12       | 7      |
| 10      | 41  | Aleix Espargaró   | Aprilia     | 27      | +16.590   | 7        | 6      |
| 11      | 21  | Franco Morbidelli | Yamaha      | 27      | +24.145   | 11       | 5      |
| 12      | 44  | Pol Espargaró     | KTM         | 27      | +26.654   | 17       | 4      |
| 13      | 5   | Johann Zarco      | Honda       | 27      | +26.758   | 14       | 3      |
| 14      | 17  | Karel Abraham     | Ducati      | 27      | +44.912   | 16       | 2      |
| 15      | 55  | Hafizh Syahrin    | KTM         | 27      | +44.968   | 20       | 1      |
| 16      | 99  | Jorge Lorenzo     | Honda       | 27      | +1:06.045 | 19       |        |
| Ret     | 12  | Maverick Viñales  | Yamaha      | 26      | Caída     | 1        |        |
| Ret     | 82  | Mika Kallio       | KTM         | 24      | Retirado  | 18       |        |
| Ret     | 53  | Tito Rabat        | Ducati      | 3       | Retirado  | 21       |        |
| Ret     | 20  | Fabio Quartararo  | Yamaha      | 0       | Caída     | 2        |        |
| Ret     | 9   | Danilo Petrucci   | Ducati      | 0       | Caída     | 5        |        |
| DNS     | 88  | Miguel Oliveira   | KTM         |         | No empezó |          |        |
| Fuente: |     |                   |             |         |           |          |        |

### Resultados Moto2
| Pos.    | N.º | Piloto                | Constructor | Vueltas | Tiempo    | Parrilla | Puntos |
| ------- | --- | --------------------- | ----------- | ------- | --------- | -------- | ------ |
| 1       | 41  | Brad Binder           | KTM         | 25      | 38:53.277 | 2        | 25     |
| 2       | 88  | Jorge Martín          | KTM         | 25      | +1.968    | 5        | 20     |
| 3       | 12  | Thomas Lüthi          | Kalex       | 25      | +6.021    | 10       | 16     |
| 4       | 9   | Jorge Navarro         | Speed Up    | 25      | +8.151    | 1        | 13     |
| 5       | 7   | Lorenzo Baldassarri   | Kalex       | 25      | +8.806    | 18       | 11     |
| 6       | 87  | Remy Gardner          | Kalex       | 25      | +8.955    | 13       | 10     |
| 7       | 27  | Iker Lecuona          | KTM         | 25      | +9.455    | 9        | 9      |
| 8       | 73  | Álex Márquez          | Kalex       | 25      | +10.055   | 6        | 8      |
| 9       | 62  | Stefano Manzi         | MV Agusta   | 25      | +10.699   | 12       | 7      |
| 10      | 45  | Tetsuta Nagashima     | Kalex       | 25      | +11.132   | 15       | 6      |
| 11      | 23  | Marcel Schrötter      | Kalex       | 25      | +14.353   | 20       | 5      |
| 12      | 11  | Nicolò Bulega         | Kalex       | 25      | +14.641   | 11       | 4      |
| 13      | 2   | Jesko Raffin          | NTS         | 25      | +18.541   | 7        | 3      |
| 14      | 21  | Fabio Di Giannantonio | Speed Up    | 25      | +20.255   | 4        | 2      |
| 15      | 64  | Bo Bendsneyder        | NTS         | 25      | +29.238   | 19       | 1      |
| 16      | 16  | Joe Roberts           | KTM         | 25      | +30.870   | 21       |        |
| 17      | 33  | Enea Bastianini       | Kalex       | 25      | +31.031   | 17       |        |
| 18      | 5   | Andrea Locatelli      | Kalex       | 25      | +31.764   | 22       |        |
| 19      | 40  | Augusto Fernández     | Kalex       | 25      | +33.324   | 16       |        |
| 20      | 22  | Sam Lowes             | Kalex       | 25      | +37.341   | 32       |        |
| 21      | 96  | Jake Dixon            | KTM         | 25      | +37.392   | 24       |        |
| 22      | 65  | Philipp Öttl          | KTM         | 25      | +1:09.178 | 25       |        |
| 23      | 47  | Adam Norrodin         | Kalex       | 25      | +1:10.717 | 29       |        |
| 24      | 3   | Lukas Tulovic         | KTM         | 25      | +1:11.606 | 30       |        |
| 25      | 18  | Xavier Cardelús       | KTM         | 25      | +1:12.066 | 28       |        |
| 26      | 20  | Dimas Ekky Pratama    | Kalex       | 25      | +1:21.622 | 31       |        |
| 27      | 77  | Dominique Aegerter    | MV Agusta   | 24      | +1 Vuelta | 23       |        |
| Ret     | 35  | Somkiat Chantra       | Kalex       | 14      | Caída     | 27       |        |
| Ret     | 97  | Xavi Vierge           | Kalex       | 3       | Caída     | 14       |        |
| Ret     | 54  | Mattia Pasini         | Kalex       | 3       | Retirado  | 26       |        |
| Ret     | 10  | Luca Marini           | Kalex       | 0       | Caída     | 3        |        |
| Ret     | 72  | Marco Bezzecchi       | KTM         | 0       | Caída     | 8        |        |
| 1. 2.   |     |                       |             |         |           |          |        |
| Fuente: |     |                       |             |         |           |          |        |

### Resultados Moto3
| Pos.    | N.º | Piloto              | Constructor | Vueltas | Tiempo    | Parrilla | Puntos |
| ------- | --- | ------------------- | ----------- | ------- | --------- | -------- | ------ |
| 1       | 48  | Lorenzo Dalla Porta | Honda       | 23      | 37:45.817 | 6        | 25     |
| 2       | 42  | Marcos Ramírez      | Honda       | 23      | +0.077    | 1        | 20     |
| 3       | 75  | Albert Arenas       | KTM         | 23      | +0.088    | 3        | 16     |
| 4       | 24  | Tatsuki Suzuki      | Honda       | 23      | +0.126    | 12       | 13     |
| 5       | 17  | John McPhee         | Honda       | 23      | +0.330    | 4        | 11     |
| 6       | 40  | Darryn Binder       | KTM         | 23      | +0.772    | 26       | 10     |
| 7       | 71  | Ayumu Sasaki        | Honda       | 23      | +1.029    | 21       | 9      |
| 8       | 69  | Tom Booth-Amos      | KTM         | 23      | +1.545    | 14       | 8      |
| 9       | 14  | Tony Arbolino       | Honda       | 23      | +1.635    | 13       | 7      |
| 10      | 82  | Stefano Nepa        | KTM         | 23      | +2.023    | 28       | 6      |
| 11      | 7   | Dennis Foggia       | KTM         | 23      | +2.340    | 10       | 5      |
| 12      | 55  | Romano Fenati       | Honda       | 23      | +3.723    | 8        | 4      |
| 13      | 21  | Alonso López        | Honda       | 23      | +7.564    | 29       | 3      |
| 14      | 79  | Ai Ogura            | Honda       | 23      | +7.676    | 22       | 2      |
| 15      | 84  | Jakub Kornfeil      | KTM         | 23      | +8.109    | 27       | 1      |
| 16      | 61  | Can Öncü            | KTM         | 23      | +16.735   | 16       |        |
| 17      | 22  | Kazuki Masaki       | KTM         | 23      | +16.744   | 17       |        |
| 18      | 76  | Makar Yurchenko     | KTM         | 23      | +42.326   | 23       |        |
| 19      | 15  | Rogan Chandler      | Kalex KTM   | 22      | +1 Vuelta | 25       |        |
| Ret     | 5   | Jaume Masiá         | KTM         | 22      | Caída     | 15       |        |
| Ret     | 13  | Celestino Vietti    | KTM         | 22      | Caída     | 9        |        |
| Ret     | 27  | Kaito Toba          | Honda       | 20      | Caída     | 5        |        |
| Ret     | 16  | Andrea Migno        | KTM         | 20      | Caída     | 7        |        |
| Ret     | 25  | Raúl Fernández      | KTM         | 17      | Retirado  | 20       |        |
| Ret     | 12  | Filip Salač         | KTM         | 15      | Retirado  | 19       |        |
| Ret     | 19  | Gabriel Rodrigo     | Honda       | 15      | Caída     | 11       |        |
| Ret     | 11  | Sergio García       | Honda       | 13      | Caída     | 18       |        |
| Ret     | 9   | Yanni Shaw          | Kalex KTM   | 3       | Retirado  | 30       |        |
| Ret     | 44  | Arón Canet          | KTM         | 2       | Caída     | 2        |        |
| Ret     | 54  | Riccardo Rossi      | Honda       | 0       | Caída     | 24       |        |
| DNS     | 23  | Niccolò Antonelli   | Honda       |         | No empezó |          |        |
| 1. 2.   |     |                     |             |         |           |          |        |
| Fuente: |     |                     |             |         |           |          |        |